# Chrysometa conspersa
Chrysometa conspersa är en spindelart som först beskrevs av Bryant 1945.  Chrysometa conspersa ingår i släktet Chrysometa och familjen käkspindlar. Inga underarter finns listade i Catalogue of Life.